# آنا لورا أوريكو
آنا لورا أوريكو (من مواليد 29 ديسمبر 1980، كوزنسا) سياسية إيطالية. هي وزيرة الدولة لوزارة التراث الوطني والثقافة وعضو في مجلس النواب الإيطالي.

## السيرة الشخصية
هي نائبة في الهيئة التشريعية الثامنة عشرة لإيطاليا مع حركة الخمس نجوم لكلية كوزنسا اعتبارًا من 16 سبتمبر 2019، وهي وكيل وزارة التراث الثقافي والأنشطة في حكومة كونتي الثانية.